# Zabłocie (powiat biłgorajski)
Zabłocie – wieś w Polsce położona w województwie lubelskim, w powiecie biłgorajskim, w gminie Turobin.
Do 1954 w gminie Rudnik. W latach 1975–1998 miejscowość należała administracyjnie do województwa zamojskiego. 
Wieś jest sołectwem w gminie Turobin. Według Narodowego Spisu Powszechnego z roku 2011 wieś liczyła 68 mieszkańców i była 22. co do liczby ludności miejscowością gminy.